# Поволжские сезоны Александра Васильева
«Фестиваль моды „Поволжские сезоны Александра Васильева“» — ежегодный межрегиональный мультиформатный фестиваль моды в Самаре.
Фестиваль появился в 2001 году.
Молодые дизайнеры из разных городов России представляют новые авторские коллекции в четырех номинациях:
- Костюм-реальность
- Костюм — художественная идея
- Театральный костюм
- Перформанс

С 2011 г. Фестиваль включен в международный реестр событий в сфере моды.
В фестивале принимают участие студенты кафедр дизайнера костюма.

## Хронология
2010
Тема фестиваля: Франция
Дата проведения: 8-9 октября
2013
В июне 2013 года прошел показ пяти коллекций в «Pavillon M» в г. Марсель, Франция в рамках проекта «Марсель — культурная столица Европы».
В жюри Фестиваля в 2013 году были приглашены: руководитель Синдиката моды Юга Франции Анни Каре, профессор Брюссельского Королевского колледжа искусств Кристоф Дюбуа, представители СМИ ведущие российские специалисты в области моды и дизайна.
2017
Тема: Мода и революция
В декабре 2017 года состоялась официальная презентация «Поволжских сезонов» на международной Неделе моды «Silk Road» в г. Чунцин, КНР.
2018
Тема XVIII Фестиваля — «Мода и спорт».
Даты проведения: 10 по 14 октября
Режиссер-постановщик Денис Бокурадзе.
На фестиваля присутствовала певица Соня Бабич
В декабре 2018 году показ двух коллекций дизайнеров Фестиваля на Неделе моды «Silk Road» в г. Сиань.
2019
Тема: Мода и театр
Александр Васильев присутствовал на фестивале в онлайн-режиме

## Команда Фестиваля
Ольга Андреева, Ольга и Мария Казак — арт-директор
Художественный руководитель — Александр Васильев.

## Конкурсная программа
Фестиваль традиционно проводится в три этапа. Первый этап — эскизный. Претенденты на участие высылают эскизы своих коллекций, выполненные в любой графической манере. Эскизы коллекций, получившие не менее половины голосов отборочной комиссии, считаются прошедшими во второй этап.
Второй этап — полуфинал проходит в форме презентации дизайнерами коллекций членам жюри, своим коллегам и приглашенному кругу специалистов и работодателей. Третий этап — финал — заключительный конкурсный гала-показ дизайнерских коллекций.